# Valentina Karatajūtė-Talimaa
Valentina Karatajūtė-Talimaa (nascida a 7 de dezembro de 1930) é uma geóloga e paleontóloga lituana.
Ela descreveu os seguintes táxons:
- Altholepis Karatajute-Talimaa, 1997
  - Altholepis composita Karatajute-Talimaa, 1997